# Stor vårstjärna
Stor vårstjärna (Scilla luciliae) är en växtart i familjen Sparrisväxter från västra Turkiet. Arten odlas som trädgårdsväxt i Sverige.

## Sorter
- 'Alba' (Barr & Sons 1885) - har rent vita blommor.
- 'Rosy Queen' (R. Huijg 2008) - ljust blåviolett med vita ståndare. Fem blommor per stjälk.
- 'Violet Beauty' (R. Huijg 2009) - violetta blommor med ljust öga och vita ståndare. Fem blommor per stjälk.
- 'Violetta' (R. Huijg 2004) - ljust blåvioletta till violetta blommor med vita ståndare. 5-7 blommor per stjälk.

## Synonymer
- Chionodoxa gigantea Whittall
- Chionodoxa luciliae Boiss.

### Webblänkar
- ”Database geregistreerde cultivars”. Koninklijke Algemeene Vereeniging voor Bloembollencultuur. 2006-. Arkiverad från originalet den 4 juli 2009. https://web.archive.org/web/20090704154309/http://kavb.back2p.soft-orange.com/kavb/kavbSG.nsf/plants-registered?OpenView&Count=18. Läst 2009 Juli 28.

- Den virtuella floran
- Wikimedia Commons har media som rör Stor vårstjärna.